# Каленборн (Алтенар)
Каленборн (њем. Kalenborn) општина је у њемачкој савезној држави Рајна-Палатинат. Једно је од 74 општинска средишта округа Арвајлер. Према процјени из 2010. у општини је живјело 689 становника. Посједује регионалну шифру (AGS) 7131036.

## Географски и демографски подаци
Каленборн се налази у савезној држави Рајна-Палатинат у округу Арвајлер. Општина се налази на надморској висини од 365 метара. Површина општине износи 4,3 km². У самом мјесту је, према процјени из 2010. године, живјело 689 становника. Просјечна густина становништва износи 159 становника/km².